# Megamind (franquicia)
Megamind (Megamente en Hispanoamérica) es una franquicia de medios estadounidense creada y propiedad de DreamWorks Animation, que comenzó con la película animada de 2010 del mismo nombre escrita por Alan J. Schoolcraft y Brent Simons. La franquicia sigue las aventuras de un supervillano llamado Megamind que de repente tiene la oportunidad de defender Metro City de las fuerzas del mal después de que el superhéroe Metro Man se retira.

## Películas

### Megamind(2010)
Megamind es una película animada de superhéroes estadounidense de 2010 dirigida por Tom McGrath, producida por DreamWorks Animation y distribuida por Paramount Pictures. Cuenta con las voces de Will Ferrell, Tina Fey, Jonah Hill, David Cross y Brad Pitt.
La película cuenta la historia de Megamind, un supervillano alienígena muy inteligente que se deprime después de derrotar finalmente a su enemigo Metro Man. Crea un nuevo superhéroe a partir del ADN de Metro Man, pero debe convertirse él mismo en un héroe cuando el nuevo "héroe" se convierte en un villano mucho más peligroso de lo que nunca fue.
La película fue escrita por Alan J. Schoolcraft y Brent Simons. Primero se tituló Master Mind y luego Oobermind. Se sugirió que Ben Stiller sería elegido como Megamind, y luego Robert Downey Jr. pero a Will Ferrell finalmente se le asignó el papel, debido a "conflictos de programación" para Downey.
En 2014, DreamWorks Animation compró los derechos de distribución de la película a Paramount Pictures y los transfirió a 20th Century Fox; los derechos ahora son propiedad de Universal Pictures.

### Megamind vs. the Doom Syndicate(2024)
En febrero de 2024, se anunció una secuela que se estrenaría exclusivamente en Peacock el 1 de marzo de 2024.

## Cortometraje

### Megamind: The Button of Doom(2011)
Megamind: The Button of Doom es un cortometraje animado de 2011 dirigido por Simon J. Smith y escrito por Alan Schoolcraft y Brent Simons, lanzado en DVD/Blu-ray con Megamind el 25 de febrero de 2011, protagonizado por Will Ferrell y David Cross. Producido por DreamWorks Animation y Pacific Data Images, el corto se desarrolla después de los eventos de la película para mostrar el primer día de Megamind como Defensor de Metro City.

## Serie de televisión

### Megamind Rules!(2024)
El 11 de febrero de 2022, se anunció que Peacock había encargado una serie animada por computadora de DreamWorks Animation Television que serviría como continuación de la película, originalmente titulada Megamind's Guide to Defending Your City. La serie narra la búsqueda del nuevo héroe para convertirse en un influencer de las redes sociales y un verdadero superhéroe. Los escritores originales de la película, Alan Schoolcraft y Brent Simons, firmaron como productores ejecutivos con el creador de Celebrity Deathmatch, Eric Fogel. JD Ryznar es coproductor ejecutivo y editor de historias.
El 5 de agosto de 2022, Simons confirmó que se completó la escritura del programa y que la producción avanzaba.
La serie se estrenó el 1 de marzo de 2024.

## Reparto y equipo
| Personajes                        | Películas      | Películas                       | Videojuegos                 | Videojuegos               | Cortometraje                 | Serie de televisión |
| Personajes                        | Megamind       | Megamind vs. the Doom Syndicate | Megamind: Ultimate Showdown | Megamind: Mega Team Unite | Megamind: The Button of Doom | Megamind Rules!     |
| --------------------------------- | -------------- | ------------------------------- | --------------------------- | ------------------------- | ---------------------------- | ------------------- |
| Megamind                          | Will Ferrell   | Keith Ferguson                  | Keith Ferguson              | Keith Ferguson            | Will Ferrell                 | Keith Ferguson      |
| Minion / Ol' Chum                 | David Cross    | Josh Brener                     | Drew Massey                 | Drew Massey               | David Cross                  | Josh Brener         |
| Roxanne Ritchi                    | Tina Fey       | Laura Post                      | Megan Hollingshead          | Megan Hollingshead        |                              | Laura Post          |
| Hal Stewart / Tighten             | Jonah Hill     | Imágenes de archivo             | Jonah Hill                  | Jonah Hill                |                              |                     |
| Metro Man / Music Man             | Brad Pitt      | Imágenes de archivo             | Rick Pasqualone             | Rick Pasqualone           | Brad Pitt                    | Ross Marquand       |
| The Warden                        | J. K. Simmons  |                                 |                             |                           |                              |                     |
| Bernard                           | Ben Stiller    |                                 |                             |                           |                              |                     |
| Jody Smelt                        | Stephen Kearin | Roger Craig Smith               |                             |                           |                              | Roger Craig Smith   |
| Keiko Morita                      |                | Maya Aoki Tuttle                |                             |                           |                              | Maya Aoki Tuttle    |
| Gail / Lady Doppler               |                | Emily Tuñon                     |                             |                           |                              | Emily Tuñon         |
| Lord Nighty-Knight                |                | Talon Warburton                 |                             |                           |                              | Talon Warburton     |
| Pierre Pressure                   |                | Scott Adsit                     |                             |                           |                              | Scott Adist         |
| Behemoth                          |                | Chris Sullivan                  |                             |                           |                              | Chris Sullivan      |
| Big King Fish                     |                | Todd Haberkorn                  |                             |                           |                              | Todd Haberkorn      |
| Blue Mackerel                     |                | Eric Murphy                     |                             |                           |                              | Eric Murphy         |
| Red Snapper                       |                | Joey Rudman                     |                             |                           |                              | Joey Rudman         |
| Melvin / Mr. Donut                |                | Tony Hale                       |                             |                           |                              | Tony Hale           |
| Christina Christo                 |                | Jeanine Mason                   |                             |                           |                              | Jeanine Mason       |
| Polly 227                         |                | Eric Fogel                      |                             |                           |                              | Eric Fogel          |
| Eccentric Eddie                   |                | Micheal Beattie                 |                             |                           |                              | Michael Beattie     |
| Machiavillian                     |                | Adam Lambert                    |                             |                           |                              | Adam Lambert        |
| Destruction Worker                |                |                                 | Fred Tatasciore             | Fred Tatasciore           |                              | Brooke Dillman      |
| Psycho Delic                      |                |                                 | Keith David                 | Keith David               |                              |                     |
| Hot Flash                         |                |                                 | Cara Pifko                  | Cara Pifko                |                              |                     |
| Judge Sludge                      |                |                                 |                             | Monte Markham             |                              |                     |
| Lance Lafontaine                  |                |                                 |                             | Cam Clarke                |                              |                     |
| Mega-Megamind                     |                |                                 |                             |                           | Will Ferrell                 |                     |
| Damien                            |                |                                 |                             |                           | Jordan Alexander Hauser      |                     |
| Dude Monkey                       |                |                                 |                             |                           |                              | Max Mittelman       |
| Bad Guy Brad                      |                |                                 |                             |                           |                              | Eric Bauza          |
| Benett Schlurg-Peterman           |                |                                 |                             |                           |                              | Jeremy Jordan       |
| Mrs. Donut                        |                |                                 |                             |                           |                              | G.K. Bowes          |
| Blanche Morita                    |                |                                 |                             |                           |                              | Jenny Yokobori      |
| Terry Sasko / Supercool Power-Kid |                |                                 |                             |                           |                              | Natalia Del Riego   |
| Dan Donner / Hu-Mouse             |                |                                 |                             |                           |                              | Haley Joel Osment   |

## Detalles adicionales del equipo y la producción.
| Película                        | Detalle                       | Detalle                         | Detalle         | Detalle                                  | Detalle            | Detalle    |
| Película                        | Productor(es) Ejecutivo(s)    | Música                          | Montaje         | Productora(s)                            | Distribuidora(s)   | Duración   |
| ------------------------------- | ----------------------------- | ------------------------------- | --------------- | ---------------------------------------- | ------------------ | ---------- |
| Megamind                        | Ben Stiller y Stuart Cornfeld | Hans Zimmer y Lorne Balfe       | Michael Andrews | DreamWorks Animation Pacific Data Images | Paramount Pictures | 1hr 36mins |
| Megamind vs. the Doom Syndicate |                               | Matthew Janszen y Bryan Winslow |                 | DreamWorks Animation Television          | Peacock            | 1hr 25mins |

## Recepción

### Rendimiento de taquilla
| Película | Fecha de estreno       | Recaudación       | Recaudación       | Recaudación  | Presupuesto   | Ref(s) |
| Película | Fecha de estreno       | América del norte | Otros territorios | Mundial      | Presupuesto   | Ref(s) |
| -------- | ---------------------- | ----------------- | ----------------- | ------------ | ------------- | ------ |
| Megamind | 5 de noviembre de 2010 | $148,415,853      | $173,469,912      | $321,885,765 | $130 millones | [ 13 ] |

| Película | Rotten Tomatoes   | Metacritic      | CinemaScore |
| -------- | ----------------- | --------------- | ----------- |
| Megamind | 73% (182 reseñas) | 63 (33 reseñas) | A−          |

## En otros medios

### Videojuegos
| Año  | Título                          | Desarrollador(as)                  | Editor(as)             | Plataforma(s)                                                                                        | Ref(s)               |
| ---- | ------------------------------- | ---------------------------------- | ---------------------- | --- | -------------------- |
| 2010 | Megamind: Ultimate Showdown     | THQ Studio Australia               | THQ                    | Xbox 360, PlayStation 3                                                                              | [ 17 ] [ 18 ] [ 19 ] |
| 2010 | Megamind: Mega Team Unite       | THQ Studio Australia               | THQ                    | Wii                                                                                                  | [ 20 ]               |
| 2010 | Megamind: The Blue Defender     | Tantalus Media                     | THQ                    | PSP, DS                                                                                              |                      |
| 2019 | DreamWorks Universe of Legends  | Firefly Games Riva Games YYTX Game | N/A                    | iOS, Android                                                                                         | [ 21 ]               |
| 2023 | DreamWorks All-Star Kart Racing | Bamtang Games                      | GameMill Entertainment | Nintendo Switch, PlayStation 5, PlayStation 4, Microsoft Windows, Xbox Series X y Series S, Xbox One | [ 22 ]               |

### Cómics
Después de firmar un acuerdo de licencia con Dreamworks en 2010, el editor de cómics Ape Entertainment produjo una serie de cómics de Megamind de cinco números titulada DreamWorks' Megamind: Bad. Blue. Brilliant (2010-2011).

## Música

### Bandas sonoras
| Título                                  | Fecha de lanzamiento en EE. UU. | Duración | Discográfica      |
| --------------------------------------- | ------------------------------- | -------- | ----------------- |
| Megamind: Music from the Motion Picture | 2 de noviembre de 2010          | 48:10    | Lakeshore Records |